# Případ nevěrné Kláry
Případ nevěrné Kláry je román současného českého spisovatele a publicisty Michala Viewegha, vydaný roku 2003.
Jedná se o poutavý, ale zároveň paradoxní životní příběh soukromého detektiva, který se nakonec kvůli jednomu špatnému rozhodnutí, myšlenému dobře, dostane do sledu událostí, které již sám nezvládne a neskončí dobře.

## Příběh
Samotný děj knihy se odehrává v současnosti a začíná návštěvou známého spisovatele Norberta Černého v detektivní kanceláři Denise Pravdy. Jeho detektivní kancelář se specializuje na sledování nevěrných partnerů. Je ženatý a se svou ženou Růt žije v harmonickém a otevřeném manželství. Ačkoli se dennodenně setkává s podvody a přetvářkou, nežárlí na sebe a dokonce si vypráví i o svých dalších vztazích a nevěrách. Je velmi otevřený, upřímný, ale zároveň také mírně namyšlený. Manželku má velmi rád svým zvláštním způsobem, i když má jiné vztahy. V práci je vytrvalý, jde si za svým, někdy je až obětavý a má talent na odhadování lidí.
Norbert tuto kancelář navštíví pod záminkou psaní knihy o detektivovi, ale časem se ukáže, že potřebuje potvrdit nebo vyvrátit nevěru své, o dvacet let mladší, přítelkyně Kláry. Norbert je známý spisovatel, zamindrákovaný, nedůvěřivý, podezřívavý, na druhou stranu ale také citlivý, dokáže ale také jednat, jak se dozví čtenář v závěru knihy, unáhleně a v afektu. Klára je mladá, krásná, provokativní, odvážná studentka, kterou už vztah s celebritou nebaví. Využívá své krásy a nedostatku času přítele, chová, se jakoby neměla výčitky svědomí.
Denis a jeho parťáci se pustí do práce a začnou Kláru sledovat. Denis se s Norbertem často stýká, a tak se mezi nimi pracovní vztah pomalu mění v přátelství. Klára je svému příteli skutečně nevěrná se svým učitelem čínštiny. Je dost opatrná, ale Denis je stejně vypátrá, dopustí se však své největší chyby – s Klárou se domluvil a ona mu slíbila, že už se to nebude opakovat, a tak to Norbertovi neřeknou.
Zanedlouho koupí Norbert Kláře zájezd do Číny, ale nemůže s ní jet, a jelikož jí stále plně nedůvěřuje, tak koupí letenku i Denisovi, aby mu tam na ní dohlídl. Po celou dobu zájezdu dává Denis Norbertovi informace jen o místech, která navštívili a tvrdí, že se s Klárou sotva zná. Ve skutečnosti s ní však naváže milostný poměr. Klára je totiž tak krásná, že si ho omotala kolem prstu. Denis byl ale opatrný a všiml si, že ho sledují dva muži, došlo mu to – Norbert nechal sledovat i jeho. Netuší, jak Norbert bude reagovat, ale neprožívá to příliš emotivně.
Po příletu na letiště už na něj čekají všichni jeho parťáci z práce a dokonce i jeho žena Růt, všichni jsou ale v černém. Mají se s ním rozloučit, vidí ho naposledy. Norbert pak odjíždí s Denisem do jeho kanceláře, kde mu pustí usvědčující video. On se sice snaží ještě vymluvit, ale to je již marné, Norbert je nešťastný, zklamaný a zoufalý, byl zrazen. Denise chladnokrevně zastřelí. Mj. je v tomto okamžiku paradoxní, že těsně před svou smrtí Denis myslí na svoje nové a drahé křeslo a nechce, aby ho Norbert jeho zastřelením zničil. Z práce byl citově vyprahlý, bylo mu jedno, že zemře. Nic neprožíval emotivně.
Kniha je čtivá, kritizuje současnou pokřivenou morálku a narušení mezilidských vztahů. Navíc také bilancuje otázku důvěry mezi partnery a podstaty lásky v současnosti. Klára je líčena poněkud černobíle jako bezcitná žena, která využívá své krásy a nezáleží jí na ostatních. V porovnání s ostatními díly to však rozhodně není Vieweghova nejlepší kniha.

## Film
Podle námětu knihy byl v roce 2009 natočen italsko-český film se stejným názvem.